# Oleg Dahl
Pour les articles homonymes, voir Dahl.
Oleg Ivanovitch Dahl (en russe : Олег Иванович Даль), né le 25 mai 1941 à Moscou et mort le 3 mars 1981  à Kiev, est un acteur de théâtre et cinéma soviétique. Oleg Dahl joue dans des films aussi bien classiques ou dramatiques que dans des contes de fées et d'aventures. Son parcours théâtral malgré quelques interprétations brillantes laisse le goût d'inachevé. Il s'est également démarqué par sa critique expéditive des metteurs en scène avec qui il avait travaillé,.

## Biographie
Dahl est né dans le village de Lioublino, dans l'oblast de Moscou qui en 1960 a été inclus dans le territoire administratif de la capitale. Son père, Ivan Zinovievitch Dahl, était ingénieur aux chemins de fer, la mère Pavla Petrovna Dahl, enseignante. Il a une sœur, Iraïda. La famille habitait au n° 63 rue Moskovskaïa. Après ses études secondaires Oleg contre l'avis de ses parents s'inscrit à l'École supérieure d'art dramatique Mikhaïl Chtchepkine. Il est pris dans la classe de Nikolaï Annenkov (ru) où parmi ses camarades figurent Vitali Solomine, Mikhaïl Kononov, Victor Pavlov.
En 1963, Dahl est invité dans la troupe du Théâtre Sovremennik. Il s'y fait remarquer en 1968, en jouant Wasska Pépel dans l'adaptation des Bas-fonds de Maxime Gorki, dans une mise en scène de Galina Voltchek. Il enchaîne par la suite avec Valentin et Valentina de Mikhaïl Rochtchine, Les Anecdotes de province d'Alexandre Vampilov, Des notes de Lopatine de Constantin Simonov. En 1971, il quitte le Sovremennik pour le Théâtre du Komsomol de Leningrad (ru), avant de revenir en 1973, puis partir de nouveau en 1975, cette fois définitivement. Il commence les études à l'Institut national de la cinématographie, dans la classe de Iossif Kheifitz, mais abandonne. En 1977, il devient acteur du Théâtre sur Malaïa Bronnaïa de Moscou, sous la direction d'Anatoli Efros. En 1980, il rejoint la troupe du Théâtre Maly où il joue dans l'adaptation du Rivage de Youri Bondarev.
Dans le cinéma, Dahl a fait preuve du grand diapason de ses possibilités artistiques - des contes de fée et de la comédie à la tragédie. Parmi ses meilleurs rôles, il y a celui de l'ingénieur Zilov dans Les Vacances en septembre adapté de La Chasse au canard d'Alexandre Vampilov (Vitali Melnikov, 1979), mais le film ne rencontre son public qu'en 1987, après la mort de l'acteur.
Dahl meurt dans sa chambre d'hôtel à Kiev, apparemment d'une crise cardiaque. Il est enterré au cimetière Vagankovo à Moscou. Parmi les possibles causes de la crise cardiaque figurait une version selon laquelle Dahl aurait volontairement bu de l'alcool alors qu'à l'époque l'acteur était en période de traitement médical anti-alcoolique incompatible avec la consommation d'alcool sous risque de conséquences critiques pour l'organisme.

## Filmographie partielle
- 1962 : Mon petit frère (Мой младший брат) d'Alexandre Zarkhi : Alik Cramer
- 1963 : L'homme qui doutait
- 1963 : Le Premier Trolley
- 1965 : De sept à douze
- 1965 : Pont en construction (Строится мост) de  Oleg Efremov : Julien
- 1967 : Zhenya, Zhenetchka, et "Katioucha"
- 1967 : Chronique d'un bombardier en piqué
- 1968 : Soldat et Tsarine
- 1968 : Un vieux, vieux conte
- 1969 : Attendez mon appel
- 1969 : Cornade
- 1970 : Le Roi Lear (Король Лир) de Grigori Kozintsev : le fou
- 1970 : Une heure avec Kozintzev ou Sept Opinions
- 1971 : Les Deux Gentilshommes de Vérone
- 1971 : L'Ombre
- 1973 : La Terre de Sannikov (Земля Санникова) d'Albert Mkrtchian : Evgueni Kristovski
- 1973 : Un mauvais gentilhomme
- 1973 : Tchatzkiï - c'est moi
- 1974 : L'Incendie dans l’antichambre ou La Bravoure dans les glaces
- 1974 : La Nuit d'erreurs
- 1975 : Dombey et fils
- 1975 : Journal de Petchorine
- 1975 : Zvezda plenitelnogo schastya (Звезда пленительного счастья) de Vladimir Motyl: gardien
- 1975 : Impossible
- 1975 : Les Citadins
- 1975 : Opération "Oméga"
- 1975 : Les Années de guerre
- 1976 : À jamais vivants
- 1976 : Simplement l'Arctique
- 1976 : Les Contes d'Andersen
- 1976 : Comment Ivanouchka-Douratchok cherchait le miracle
- 1977 : Filon d'Or
- 1977 : La Pipe du communard
- 1977 : Les artistes incroyables ou nouveaux rêves de Chourik
- 1977 : Jeudi ou jamais
- 1978 : Le Bonheur personnel
- 1978 : Planning pour l'après-demain
- 1978 : Contes de Saltykov-Chtchedrine
- 1979 : Les Vacances en septembre (Отпуск в сентябре) (adapté de 'La Chasse au canard d'Alexandre Vampilov) de Vitali Melnikov : Zilov
- 1979 : Les Aventures du Prince Florizel (Приключения принца Флоризеля) d'Ievgueni Tatarski : Prince Florizel
- 1979 : Îles dans l'océan
- 1979 : Poésie de Pouchkine
- 1980 : Nous regardions la mort en face
- 1980 : Poésie de Lermontov
- 1980 : Ami inattendu